# Знаки различия в ВС Украины
Петли́чные зна́ки в ВС Украины— парные эмблемы, располагающиеся в верхней части петлиц. До 2016 года в войсках испольховались следующие виды петличных знаков:
| Петличные знаки в ВС Украины до 2016 года | Петличные знаки в ВС Украины до 2016 года | Петличные знаки в ВС Украины до 2016 года | Петличные знаки в ВС Украины до 2016 года       | Петличные знаки в ВС Украины до 2016 года | Петличные знаки в ВС Украины до 2016 года | Петличные знаки в ВС Украины до 2016 года | Петличные знаки в ВС Украины до 2016 года                   | Петличные знаки в ВС Украины до 2016 года     | Петличные знаки в ВС Украины до 2016 года | Петличные знаки в ВС Украины до 2016 года | Петличные знаки в ВС Украины до 2016 года |
| ----------------------------------------- | ----------------------------------------- | ----------------------------------------- | ----------------------------------------------- | ----------------------------------------- | ----------------------------------------- | ----------------------------------------- | ----------------------------------------------------------- | --------------------------------------------- | ----------------------------------------- | ----------------------------------------- | ----------------------------------------- |
|                                           |                                           |                                           |                                                 |                                           |                                           |                                           |                                                             |                                               |                                           |                                           |                                           |
|                                           |                                           |                                           |                                                 |                                           |                                           |                                           |                                                             |                                               |                                           |                                           |                                           |
| Сухопутные войска (общевойсковая)         | Механизированные войска                   | Танковые войска                           | Аэромобильные войска                            | Ракетные войска и артиллерия              | Инженерные войска                         | Войска связи                              | Войска радиационной, химической и бактериологической защиты | Части и подразделения радиоэлектронной борьбы | Юридическая служба                        | Части и подразделения логистики           |                                           |
|                                           |                                           |                                           |                                                 |                                           |                                           |                                           |                                                             |                                               |                                           |                                           |                                           |
| Автомобильные и дорожные войска           | Медицинская служба                        | Военные дирижеры и музыканты              | Военная служба правопорядка в Вооруженных Силах | Служба военных сообщений                  | Военно-топографическая служба             | Авиация                                   | Зенитно-ракетные войска Воздушных Сил                       | Радиотехнические войска Воздушных Сил         | Морская пехота                            |                                           |                                           |

С 2016 года используются обновлённые эмблемы
| Петличные знаки в ВС Украины до 2016 года | Петличные знаки в ВС Украины до 2016 года | Петличные знаки в ВС Украины до 2016 года | Петличные знаки в ВС Украины до 2016 года       | Петличные знаки в ВС Украины до 2016 года | Петличные знаки в ВС Украины до 2016 года | Петличные знаки в ВС Украины до 2016 года | Петличные знаки в ВС Украины до 2016 года                   | Петличные знаки в ВС Украины до 2016 года     | Петличные знаки в ВС Украины до 2016 года | Петличные знаки в ВС Украины до 2016 года | Петличные знаки в ВС Украины до 2016 года |
| ----------------------------------------- | ----------------------------------------- | ----------------------------------------- | ----------------------------------------------- | ----------------------------------------- | ----------------------------------------- | ----------------------------------------- | ----------------------------------------------------------- | --------------------------------------------- | ----------------------------------------- | ----------------------------------------- | ----------------------------------------- |
|                                           |                                           |                                           |                                                 |                                           |                                           |                                           |                                                             |                                               |                                           |                                           |                                           |
|                                           |                                           |                                           |                                                 |                                           |                                           |                                           |                                                             |                                               |                                           |                                           |                                           |
| Сухопутные войска (общевойсковая)         | Механизированные войска                   | Танковые войска                           | Аэромобильные войска                            | Ракетные войска и артиллерия              | Инженерные войска                         | Войска связи                              | Войска радиационной, химической и бактериологической защиты | Части и подразделения радиоэлектронной борьбы | Юридическая служба                        | Части и подразделения логистики           |                                           |
|                                           |                                           |                                           |                                                 |                                           |                                           |                                           |                                                             |                                               |                                           |                                           |                                           |
| Автомобильные и дорожные войска           | Медицинская служба                        | Военные дирижеры и музыканты              | Военная служба правопорядка в Вооруженных Силах | Служба военных сообщений                  | Военно-топографическая служба             | Авиация                                   | Зенитно-ракетные войска Воздушных Сил                       | Радиотехнические войска Воздушных Сил         | Морская пехота                            |                                           |                                           |